# Palsinajärvi
Palsinajärvi är en sjö i kommunen Jämsä i landskapet Mellersta Finland i Finland. Arean är 42 hektar och strandlinjen är 4,84 kilometer lång. Sjön  ingår i Kumo älvs huvudavrinningsområde.   Den ligger omkring 55 kilometer sydväst om Jyväskylä och omkring 200 kilometer norr om Helsingfors. 